# 大努瓦爾峰

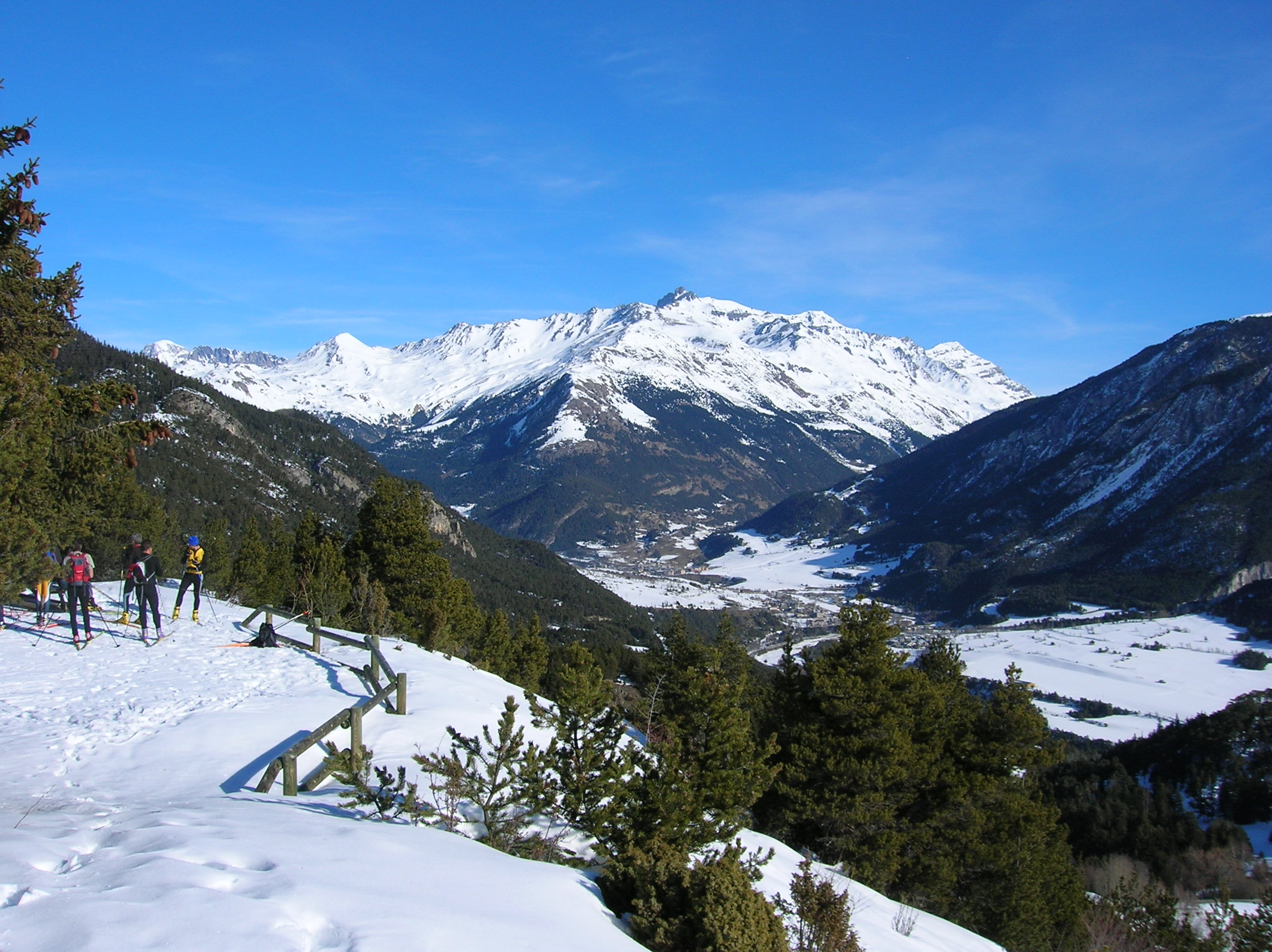

45°19′49″N 06°53′30″E / 45.33028°N 6.89167°E
大努瓦爾峰（法語：Grand roc Noir），是法國的山峰，位於該國東北部奧文尼-隆-阿爾卑斯大區，由薩瓦省負責管轄，屬於瓦努瓦斯山的一部分，海拔高度3,582米，每年平均降雨量1,479毫米。